# Sergeya chuii
Sergeya chuii (лат.) — вид молевидных бабочек рода Sergeya из семейства Моли выемчатокрылые (Gelechiidae). Африка. Видовое название происходит от слова «Chui», что на языке суахили означает «леопард», который является национальным символом ДР Конго, где в 1936 году был найден голотип самца нового вида.

## Распространение
Афротропика: Демократическая Республика Конго.

## Описание
Мелкие молевидные бабочки, размах крыльев около 7 мм. Sergeya chuii внешне похож на S. malawica. Гениталии самца S. chuii узнаваемы по изогнутому дистальному отростку гландидуктора, который простирается на вершину кукуллуса (у всех остальных видов Sergeya дистальный отросток гландидуктора прямой и не простирается на вершину кукуллуса). Sergeya chuii также несколько сходен с S. bunsoensis, оба вида имеют глубоко выемчатый передний край винкулюма, редуцированный саккус и фаллос с апикальным треугольным выступом. Однако у S. chuii ункус простирается на 3/4 длины кукуллуса; выступ гландидуктора изогнут; фаллос имеет ту же длину, что и кукуллус (у S. bunsoensis ункус простирается на 1/2 длины кукуллуса; процесс гландидуктора прямой; фаллос короче, чем кукуллус).
Растения-хозяева и неполовозрелые стадии неизвестны. Взрослые особи были зарегистрированы в апреле.